# جوف (لیبی)
جوف (به عربی: الجوف)، مرکز استان کفره در لیبی است که جمعیت آن در سال ۲۰۱۰، ۱۷٫۷۸۸ نفر بوده است.